# Aek Gambir (Lumut)
Aek Gambir is een bestuurslaag in het regentschap Tapanuli Tengah van de provincie Noord-Sumatra, Indonesië. Aek Gambir telt 1026 inwoners (volkstelling 2010).